# Alope
Genre
Synonymes
- Alope Walker, 1855[2]
- Hetairocaris de Man, 1890[1]
- genre Olepa Watson, 1980 (préféré par BioLib)[2]

Alope est un genre de crevettes de la famille des Hippolytidae.

## Liste des genres
Selon World Register of Marine Species (19 décembre 2018) :
- Alope orientalis (de Man, 1890)
- Alope spinifrons (H. Milne Edwards, 1837 (in Milne Edwards, 1834-1840))